# Liste der Naturschutzgebiete in Koblenz
In der rheinland-pfälzischen Stadt Koblenz gibt es zwei Naturschutzgebiete.
| Name                          | Bild | Kennung               | Einzelheiten             | Position | Fläche Hektar | Datum |
| ----------------------------- | ---- | --------------------- | ------------------------ | -------- | ------------- | ----- |
| Eiszeitliches Lößprofil       | BW   | 7111-003 WDPA: 81597  | Koblenz-Metternich       | ⊙        | 1,22          | 1982  |
| Tongrube auf Escherfeld       |      | 7111-004 WDPA: 165907 | Koblenz-Horchheimer Höhe | ⊙        | 5,21          | 1990  |
| Legende für Naturschutzgebiet |      |                       |                          |          |               |       |